# Plaza de los Vosgos

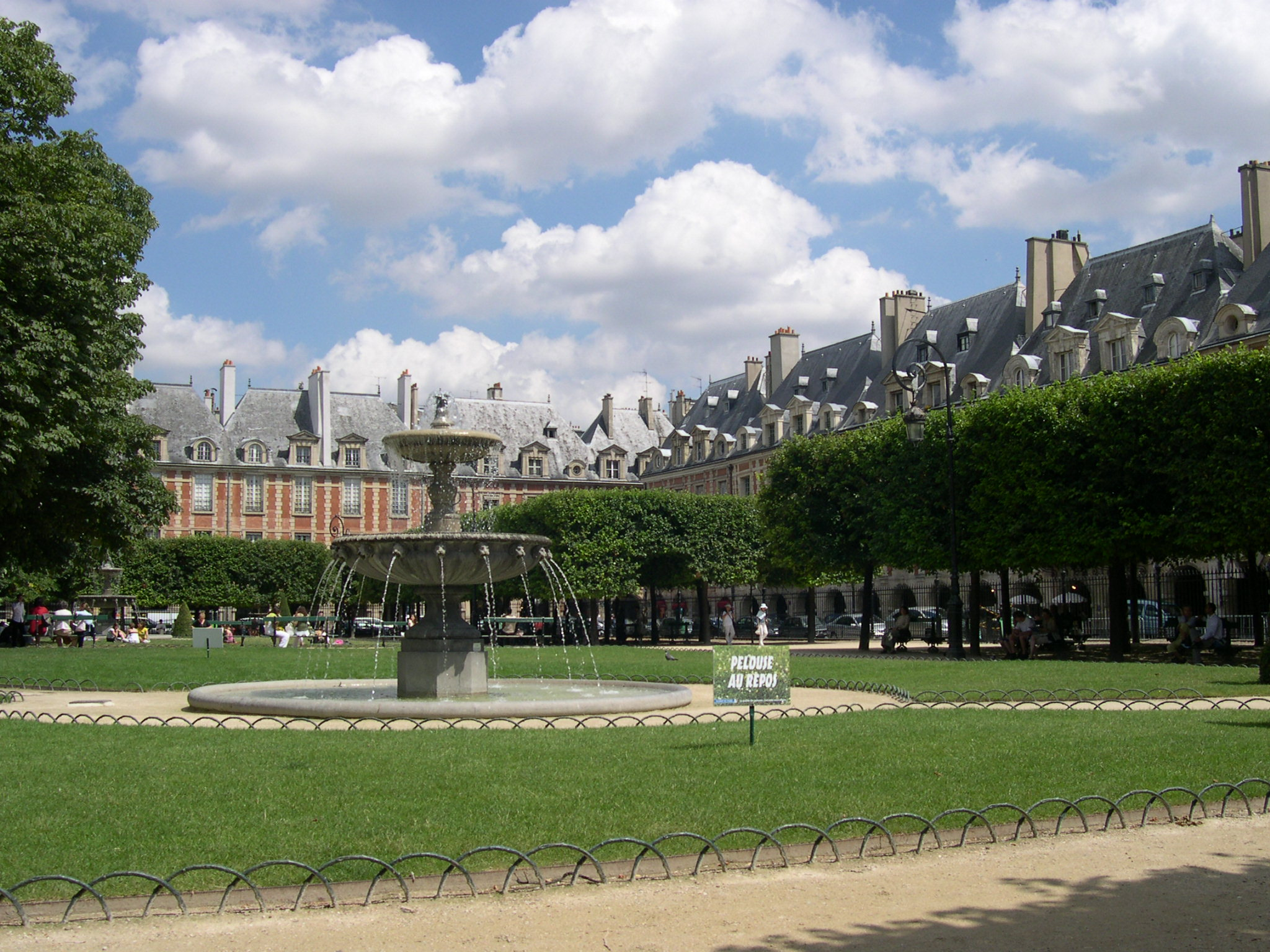
Plaza de los Vosgos.

La plaza de los Vosgos (en francés: Place des Vosges) es la plaza más antigua de París, anterior a la Dauphine. Queda en el barrio Le Marais, formando parte del III y IV distritos de la ciudad.  Antes se llamaba plaza Real de París, pero fue rebautizada con el nombre actual en 1800. Diseñada por Louis Métezeau, es la hermana de la plaza Ducal de Charleville-Mezieres. 

## Historia
Originalmente conocida como «plaza Real», fue construida por orden de Enrique IV, prolongándose las obras de 1605 a 1612. Con unas dimensiones de 140 x 140 metros, constituye uno de los primeros ejemplos de programa de ordenamiento urbano en Europa. Fue construida sobre el sitio del Hôtel des Tournelles y sus jardines, residencia real de estilo gótico donde Enrique II fue herido y muerto, y que Catalina de Médici mandó demoler.
Inaugurada en 1612 con una gran fiesta para celebrar el enlace entre Luis XIII y Ana de Habsburgo, se transformó enseguida en el prototipo de plaza residencial en Europa. Los planos de la plaza fueron confiados por el rey a los arquitectos Jacques II Androuet du Cerceau y Claude Chastillon.
Place des Vosges representó un gran avance en la ciudad a partir de su construcción; este hecho fue un enorme progreso antes del desarrollo urbanístico de la época. No solo se construyó esta plaza, sino que fue acompañada por otros espacios públicos más, de la misma índole. Las plazas que se construyeron fueron en honor al rey, mostrando así la jerarquía de su poder ante la sociedad.
Se realizaron un total de cinco parques que estaban diseñados bajo una morfología que destacaba diferentes formas meramente puras: Place des Vosges es un cuadrado; Places Dauphine es un triángulo; Place des Victoires es un círculo; Place Vendome es un octágono; y Place de la Concorde es un rectángulo.
Para 1680, esta plaza es una de las más antiguas de París, y es conocida por muchos como uno de por parques más bellos de toda Europa por su acogedora vegetación. Place des Vosges está alojada entre un contorno de edificios realizados en ladrillo y piedra. Además, posee 36 pabellones unidos por pasillos de arcadas, que actualmente funcionan como una zona comercial. Cuenta con una decoración de maravillosos jardines de una morfología muy pura y fuentes, las cuales se colocaron mucho tiempo después de su inauguración.

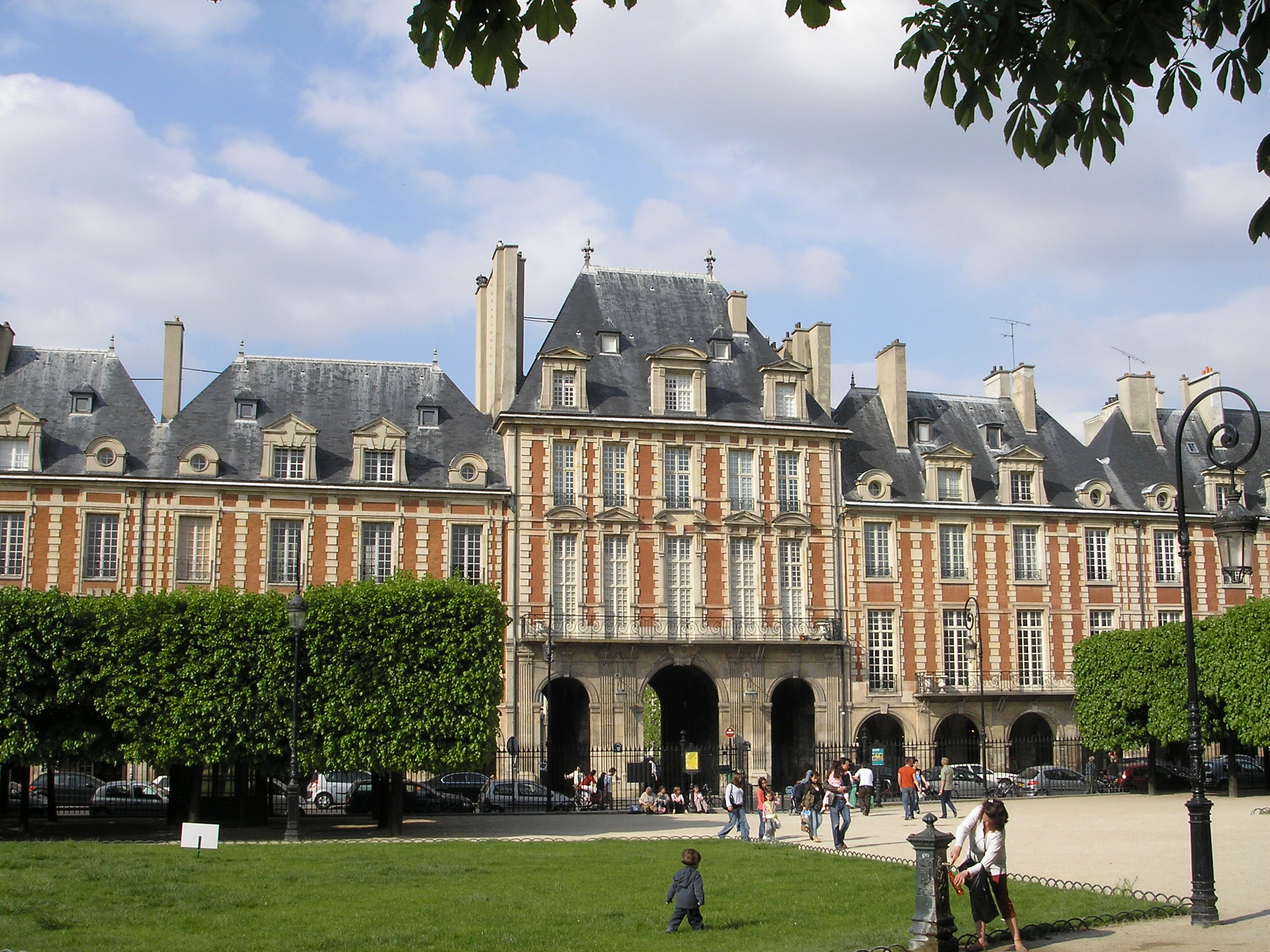
El Pabellón del Rey en la plaza de los Vosgos.

Tiene dos secciones que sobresalen por encima de la línea de altura unificada que posee el conjunto, situadas al norte y al sur, en las que se abren además unas triples arcadas que dan acceso a la plaza desde el exterior de la misma (mostradas en la fotografía superior). Estas secciones diferenciadas se denominan respectivamente pabellón del rey y de la reina, aunque ninguno de ellos habitó nunca allí. 
La plaza inició posteriores desarrollos urbanos del París aristocrático que estaba por venir. El cardenal Richelieu erigió una estatua ecuestre de Luis XIII en el centro de la plaza (que hasta 1680 no tuvo zonas ajardinadas como pueden verse hoy día), la cual fue destruida en los tiempos de la Revolución francesa, sustituyéndose por otra realizada por Louis Dupaty y Jean-Pierre Cortot, erigida el 4 de noviembre de 1829, que es la que se puede contemplar en la actualidad.
La plaza fue renombrada en 1799, cuando el departamento de Vosgos, se convirtió en el primero en pagar tasas para sostener el ejército revolucionario. La restauración borbónica le devolvió su nombre aristocrático anterior, pero de nuevo durante la segunda república (1848) se restableció el nombre de Place des Vosges.
| | \| - N°1 : Pavillon du Roi - N°1 bis : Hôtel Coulanges - N°3 : Hôtel de Montmorin - N°5 : Hôtel de la Salle - N°7 : Hôtel de Sully - N°9 : Hôtel de Chaulnes - N°11 : Hôtel Pierrard - N°13 : Hôtel Dyel des Hameaux - N°15 : Hôtel Marchand - N°17 : Hôtel de Chabannes - N°19 : Hôtel de Montbrun - N°21 : Hôtel du Cardinal de Richelieu - N°23 : Hôtel de Bassompierre - N°25 : Hôtel de l'Escalopier \| - N°2 bis : Hôtel du 2bis place des Vosges - N°2 : Hôtel Genou de Guiberville - N°4 : Hôtel du 4 place des Vosges - N°6 : Hôtel de Rohan-Guémené - N°6 bis : Lycée professionnel Théophile Gautier - N°8 : Hôtel de Fourcy - N°10 : Hôtel de Châtillon - N°12 : Hôtel Lafont - N°14 : Hôtel de Ribault - N°16 : Hôtel d'Asfeldt - N°18 : Hôtel de Clermont-Tonnerre - N°20 : Hôtel d'Angennes de Rambouillet - N°22 : Hôtel Laffemas - N°24 : Hôtel de Vitry - N°26 : Hôtel de Tresmes - N°28 : Pavillon de la Reine & Hôtel d'Espinoy \| |
| - N°1 : Pavillon du Roi - N°1 bis : Hôtel Coulanges - N°3 : Hôtel de Montmorin - N°5 : Hôtel de la Salle - N°7 : Hôtel de Sully - N°9 : Hôtel de Chaulnes - N°11 : Hôtel Pierrard - N°13 : Hôtel Dyel des Hameaux - N°15 : Hôtel Marchand - N°17 : Hôtel de Chabannes - N°19 : Hôtel de Montbrun - N°21 : Hôtel du Cardinal de Richelieu - N°23 : Hôtel de Bassompierre - N°25 : Hôtel de l'Escalopier | - N°2 bis : Hôtel du 2bis place des Vosges - N°2 : Hôtel Genou de Guiberville - N°4 : Hôtel du 4 place des Vosges - N°6 : Hôtel de Rohan-Guémené - N°6 bis : Lycée professionnel Théophile Gautier - N°8 : Hôtel de Fourcy - N°10 : Hôtel de Châtillon - N°12 : Hôtel Lafont - N°14 : Hôtel de Ribault - N°16 : Hôtel d'Asfeldt - N°18 : Hôtel de Clermont-Tonnerre - N°20 : Hôtel d'Angennes de Rambouillet - N°22 : Hôtel Laffemas - N°24 : Hôtel de Vitry - N°26 : Hôtel de Tresmes - N°28 : Pavillon de la Reine & Hôtel d'Espinoy |

Residentes famosos en la plaza de los Vosgos:
- n.º 1 bis. - Madame de Sévigné, que nació aquí.
- n.º 6 - Victor Hugo, entre 1832-1848.
- n.º 7 - Maximilien de Béthune, duque de Sully, ministro de Enrique IV.
- n.º 8 - El poeta Théophile Gautier y el escritor Alphonse Daudet.
- n.º 11 - La cortesana Marion Delorme, de 1639 a 1648.
- n.º 15 - En 1701, el par y duque Louis de Rohan-Chabot.
- n.º 17 - Residencia de Bossuet.
- n.º 21 - Cardenal Richelieu, de 1615 a 1627.

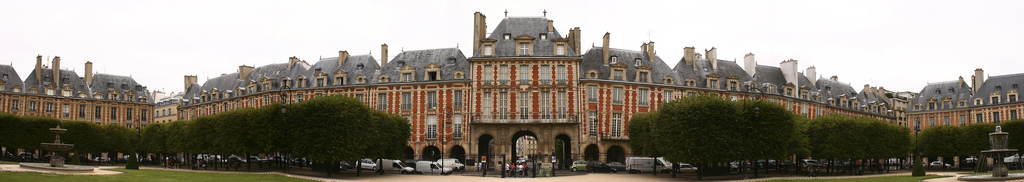
Vista panorámica.

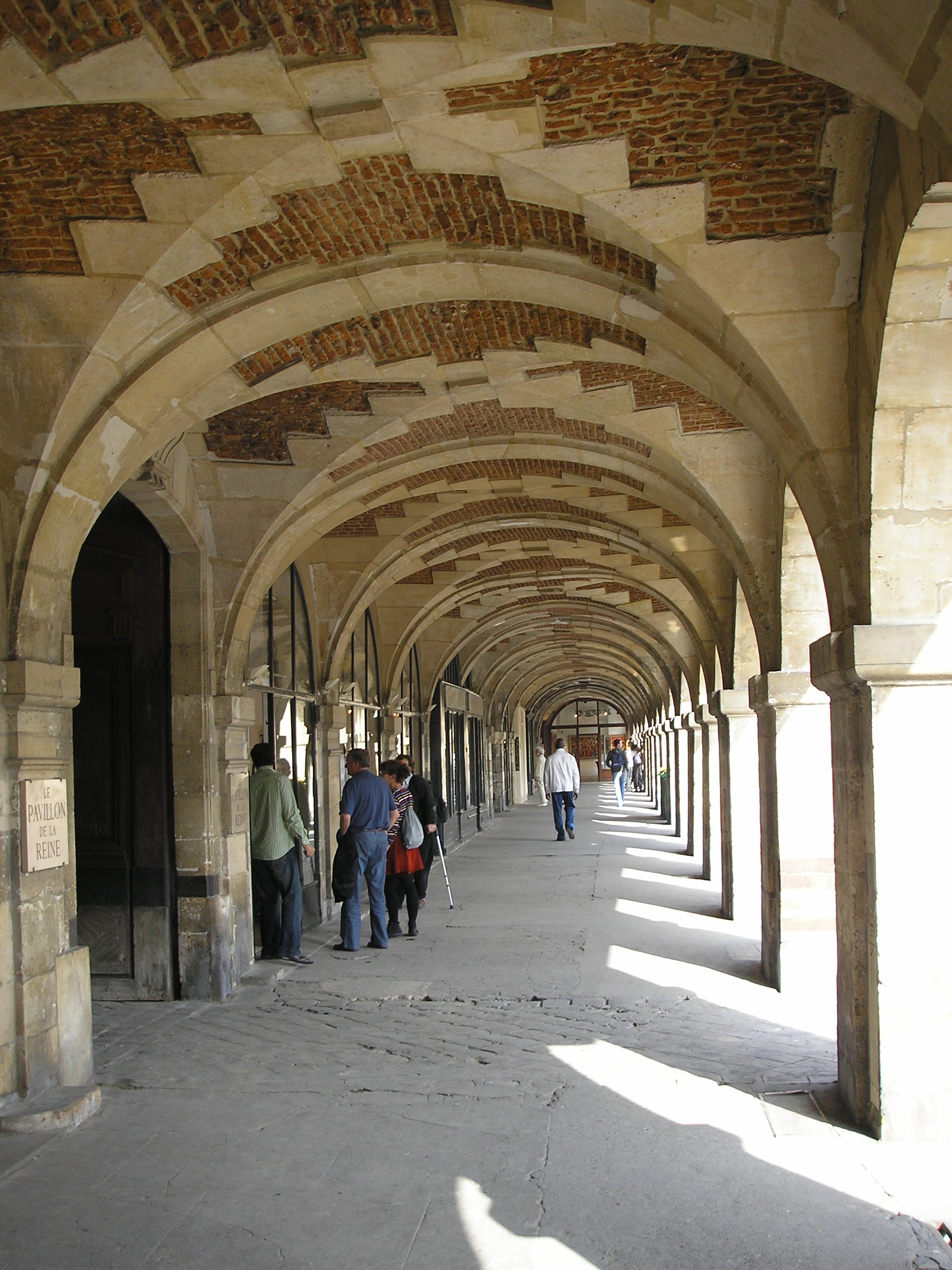
Arcadas en la plaza de los Vosgos.